# Vlag van Puy-de-Dôme

Vlag van Puy-de-Dôme

De vlag van Puy-de-Dôme is de niet-officiële vlag van het Franse departement Puy-de-Dôme. Net als de meeste andere departementen van Frankrijk heeft Puy-de-Dôme geen officiële vlag, maar wordt de hier rechts afgebeelde vlag op niet-officiële wijze gebruikt. De vlag is afgeleid van het wapen van dit departement.
De vlag bestaat uit een geel veld met een rode gonfalone, groen omlijnd, met in het midden en wapenschild: In geel, met een griffioen door midden gedeeld in rood en groen.
Het ontwerp toont het wapens van de voormalige provincie Auvergne, met daaroverheen het wapen van de voormalige provincie Haute-Auvergne. De vlag is geïnspireerd op het ontwerp van het wapen dat in 1950 is voorgesteld door Robert Louis.
Naast deze vlag is er een logovlag in gebruik.

Vlag van Auvergne
Logovlag